# Bermudy na Letnich Igrzyskach Olimpijskich 1992
Bermudy na Letnich Igrzyskach Olimpijskich 1992 reprezentowało 20 zawodników, 14 mężczyzn i 6 kobiet.

## Skład reprezentacji

### Jeździectwo
Kobiety
- Suzanne Dunkley
  - Dresaż mix - 29. miejsce

- Nicki DeSousa
  - WKKW mix - 45. miejsce

- MJ Tumbridge
  - WKKW mix - nie ukończyła

### Lekkoatletyka
Mężczyźni
- Troy Douglas
  - Bieg na 400 m - odpadł w pierwszej rundzie eliminacyjnej

- Clarence Saunders
  - Skok w dal - nie zaliczył żadnej próby

- Brian Wellman
  - Trójskok - 5. miejsce

Kobiety
- Dawnette Douglas
  - Bieg na 100 m - odpadł w pierwszej rundzie eliminacyjnej
  - Bieg na 200 m - odpadł w pierwszej rundzie eliminacyjnej

### Pływanie
Kobiety
- Jenny Smatt
  - 100 m stylem klasycznym - 28. miejsce
  - 200 m stylem klasycznym - 32. miejsce
  - 200 m stylem zmiennym - 38. miejsce

Mężczyźni
- Geri Mewett
  - 50 m stylem dowolnym - 44. miejsce
  - 100 m stylem dowolnym - 50. miejsce

- Ian Raynor
  - 50 m stylem dowolnym - 45. miejsce
  - 100 m stylem dowolnym - 51. miejsce
  - 100 m stylem motylkowym - 56. miejsce

- Chris Flook
  - 100 m stylem klasycznym - 33. miejsce
  - 200 m stylem klasycznym - 39. miejsce

- Geri Mewett
Ian Raynor
Mike Cash
Craig Morbey
  - Sztafeta 4 x 100 m stylem dowolnym - 16. miejsce

### Żeglarstwo
Kobiety
- Paula Lewin
  - Klasa Europe - 21. miejsce

Mężczyźni
- Blythe Walker i Ray DeSilva
  - Klasa 470 - 30. miejsce

- Paul Fisher i Peter Bromby
  - Klasa Open, Star - 19. miejsce

- Jay Kempe i Reid Kempe
  - Klasa Open, Tornado - 20. miejsce